# Krai de Primorie
El krai de Primorie (en ruso: Приморский край, romanizado: Primorski krai) es uno de los nueve krais que, junto con los cuarenta y siete óblast, veintidós repúblicas, cuatro distritos autónomos y tres ciudades federales, conforman los ochenta y cinco sujetos federales de Rusia. Su capital es Vladivostok. Está ubicado en el extremo sureste del país, en el distrito Lejano Oriente, limitando al norte con Jabárovsk, al este con el mar del Japón, al sur con Corea del Norte y al oeste con China.

## Etimología
En ruso, primorie significa ‘litoral’, y primorski, ‘marítimo’, por lo que la región es también conocida como Territorio Marítimo.

## Geografía
- Longitud de las fronteras: más de 3000 km incluyendo 1350 km de costa.
- Pico más alto: Monte Ánik, 1933 m s. n. m. (metros sobre el nivel del mar).
- Esperanza de vida media en 1994: 62,5 años (56,8 para los hombres y 69,4 años para las mujeres).
- Longitud ferroviaria: 1628 km de los cuales 345 km están electrificados.
- Longitud de las carreteras: 12633 km.

El krai de Primorie, limita con China, Corea del Norte, y las cálidas aguas del mar de Japón (Mar del Este), es la región más al sureste de Rusia, situada entre los 42° y 48° Latitud Norte y los 130° y 139° Longitud Este. De norte a sur, su longitud abarca los 900 km. Los montes dominan el territorio del krai. La mayor parte del territorio es montañoso y casi un 80 % son bosques. La elevación media es de unos 500 m s. n. m. (metros sobre el nivel del mar). Sijoté-Alín es una formación montañosa que se extiende por la mayor parte del krai. Está compuesta por varias sierras paralelas: la Partizansky, la Siny (Azul), la Jolodny (Fría), y demás. Hay un gran número de cuevas en el sur de Primorie. La relativamente accesible cueva de Spyáschaya Krasávitsa (la Bella Durmiente) en el coto natural de Ussuriysky está recomendado para turistas. Hay fragmentos relativamente bien conservados de antiguos volcanes en el área. Las sierras están recortadas por los estrechos y profundos valles de los ríos y por anchos arroyos, como el Partizánskaya, el Kíyevka, el Zerkálnaya, el Cheryómujovaya, el Yedinka, el Samargá, el Bikín, y el Bolshaya Ussurka. La mayoría de los ríos en el krai tienen fondos rocosos y agua límpida. El más grande de todos es el Ussuri, con una longitud de 903 km. El nacimiento del río Ussuri se origina 20 km al este del monte Óblachnaya. La extensa llanura Prijankáyskaya se sitúa en el oeste y sudoeste de Primorie, alfombrada por los bosques de coníferas de hoja caduca. Una parte de la llanura rodeando el lago más grande del Extremo Oriente ruso, el lago Janka está ocupada por un bosque de estepa.

### Zona horaria
El krai de Primorie está situado en la zona horaria de Vladivostok (VLAT/VLAST), cuyo desfase es +10:00 UTC (VLAT) y +11:00 UTC en verano (VLAST). 

### Flora y fauna
La localización geográfica de Primorie explica la diversidad de su flora. El territorio de Primorie no ha sido cubierto por el hielo en el pasado —durante las edades de hielo—, a diferencia del resto de Siberia. Esta circunstancia le hace tener una flora especial, entre la que se incluyen el Taxus cuspidata o tejo japonés, el Juniperus rigida o enebro de las pagodas, el Phellodendron amurense, el Kalopanax septemlobus, Aralia elata, Maackia amurensis, Alnus japonica o aliso japonés, Actinidia kolomikta, Schisandra chinensis, Celastrus orbiculatus, Weigela, Eleutherococcus, Flueggea suffruticosa, entre otros muchos.

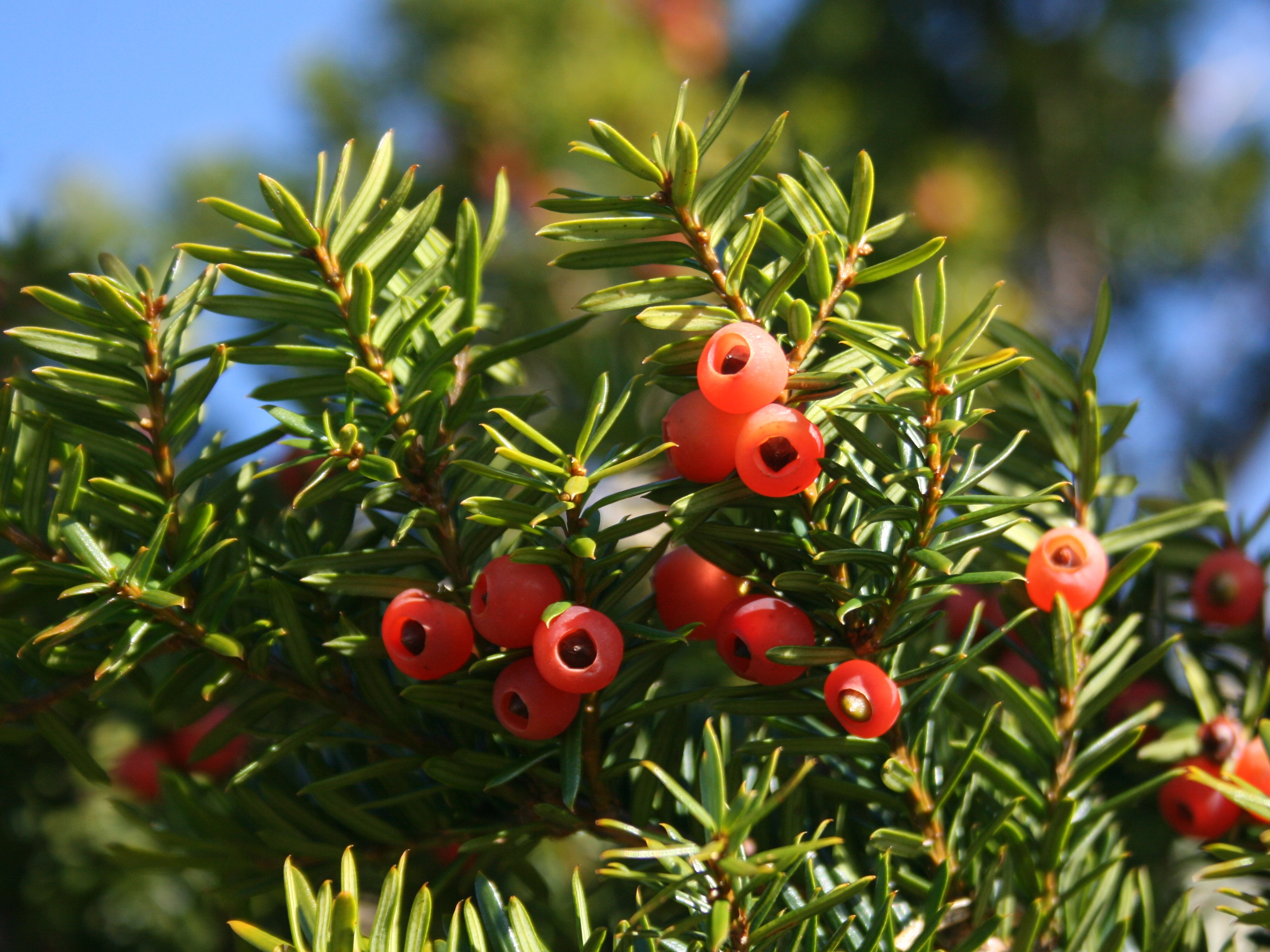
Taxus cuspidata
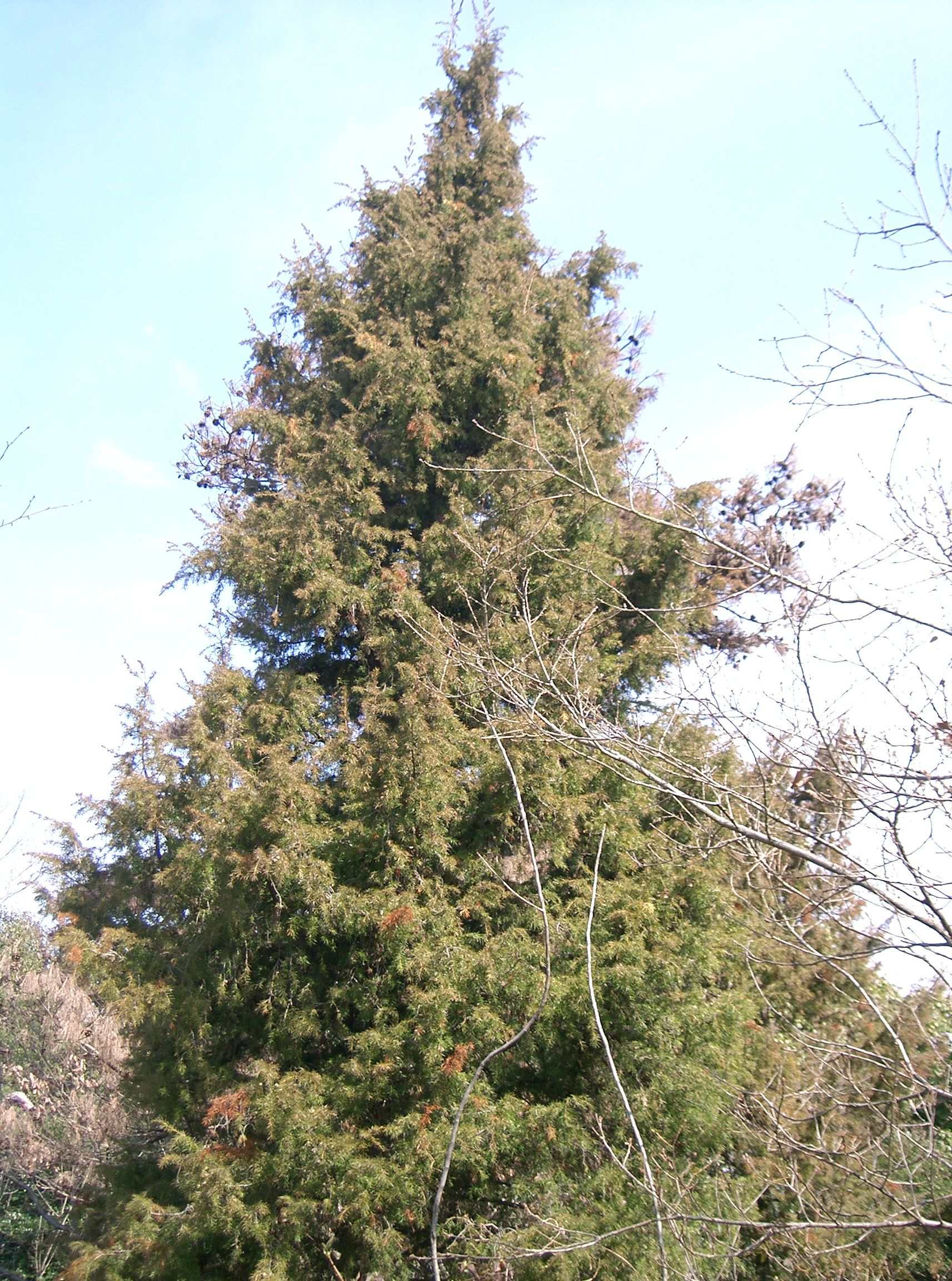
Juniperus rigida
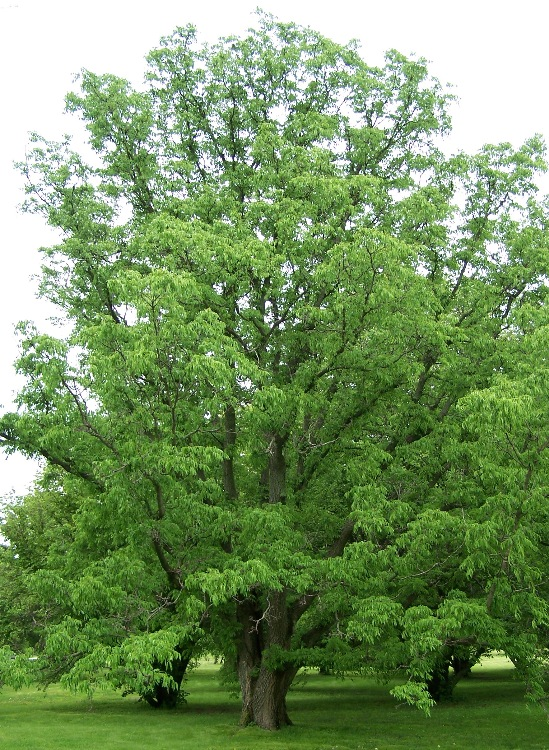
Phellodendron amurense
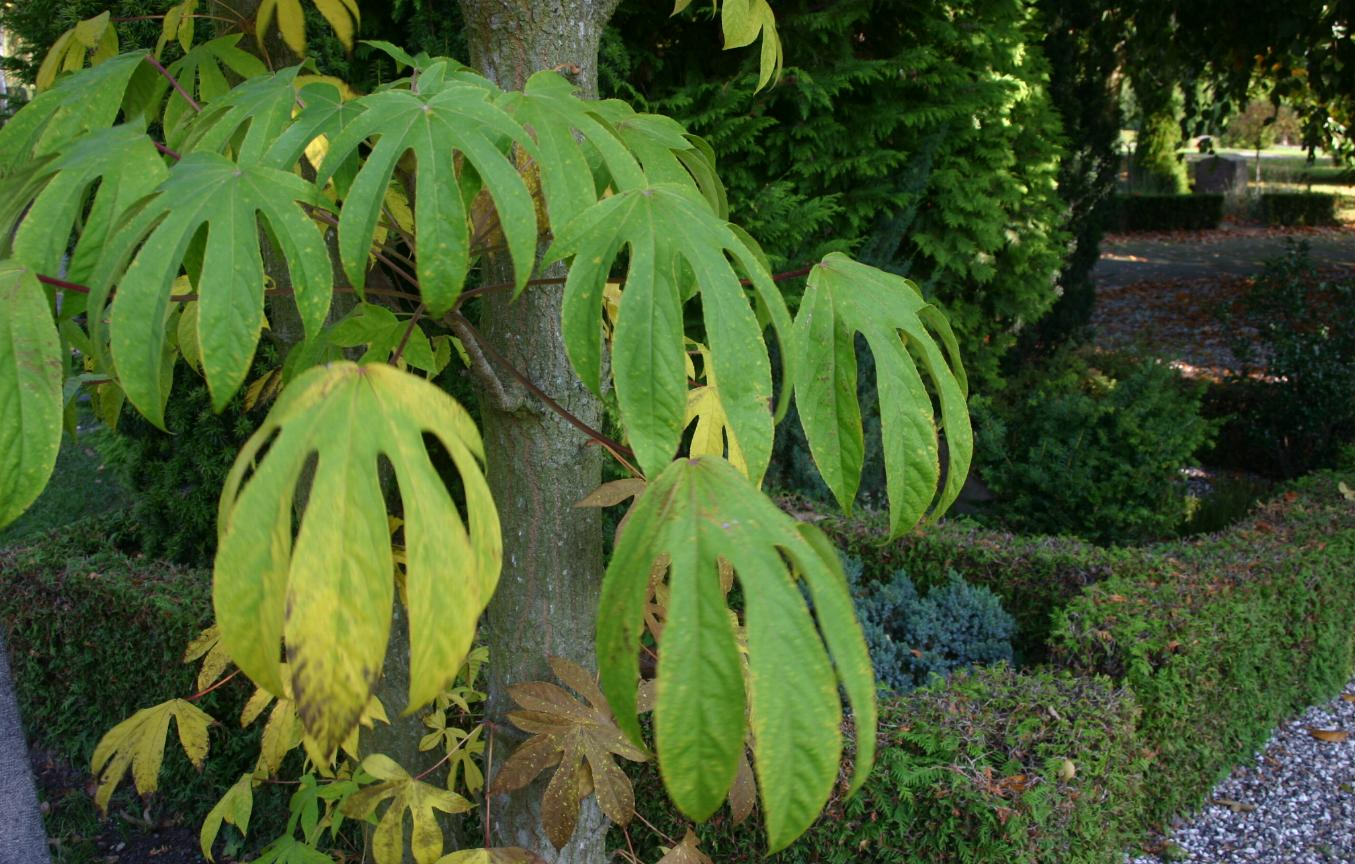
Kalopanax
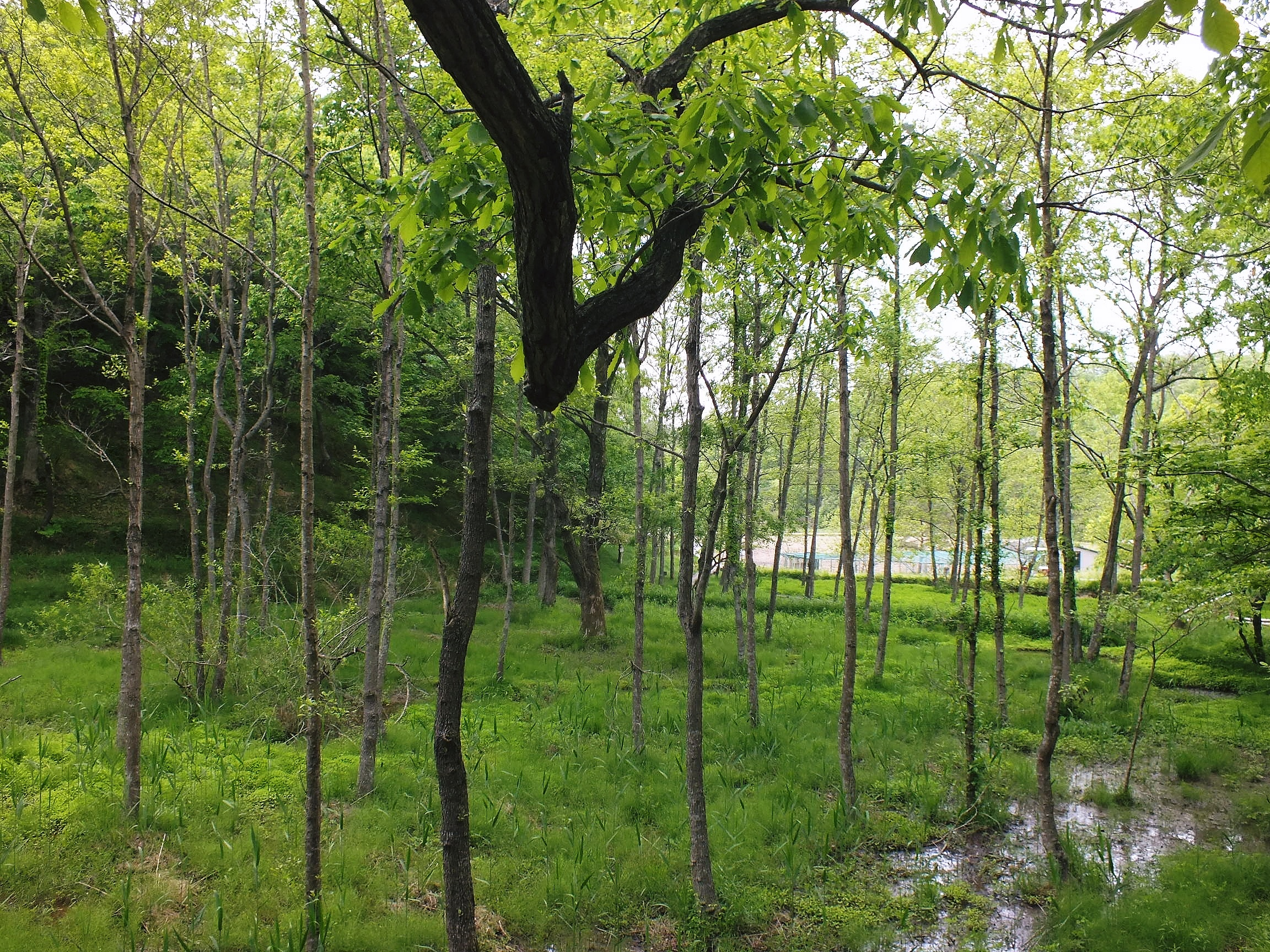
Alnus japonica
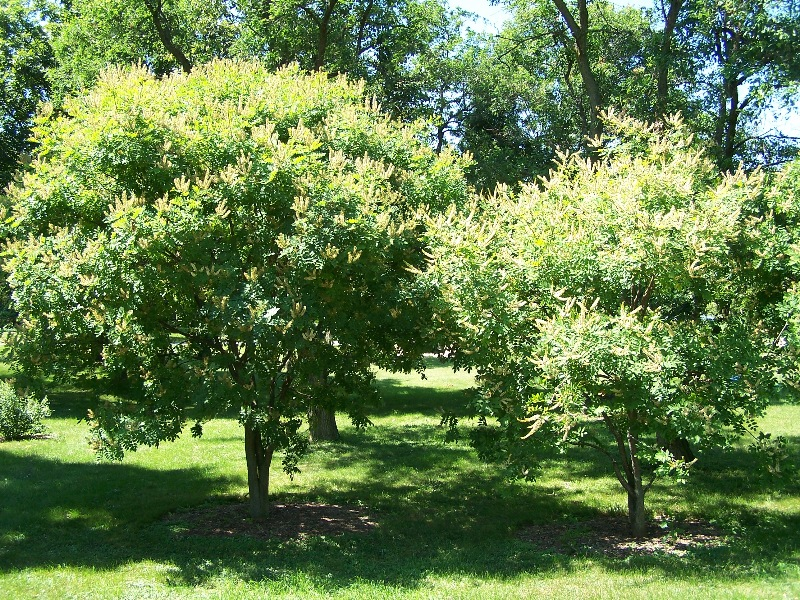
Maackia amurensis

La fauna de Primorie también es diversa, y se encuentran los siguientes animales: oso negro del Ussuri, tigre siberiano o tigre de Amur —de los que su mayor población de todo el mundo se encuentra en el krai de Primorie—, leopardo del Amur, linces, jabalíes, ciervo común, corzo siberiano, mósquidos, ciervo sica, el goral de cola larga o la marta cibelina.

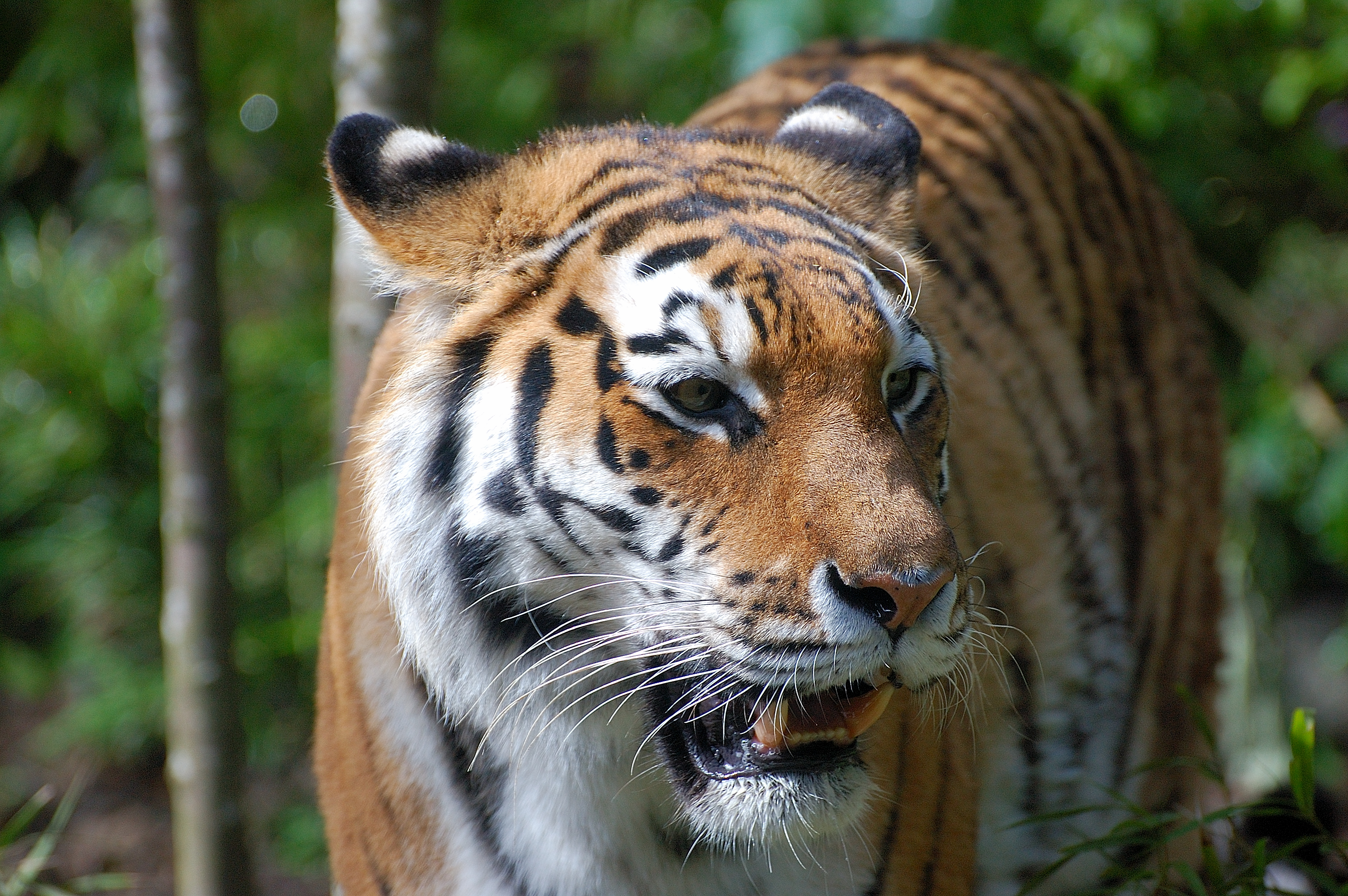
Tigre siberiano
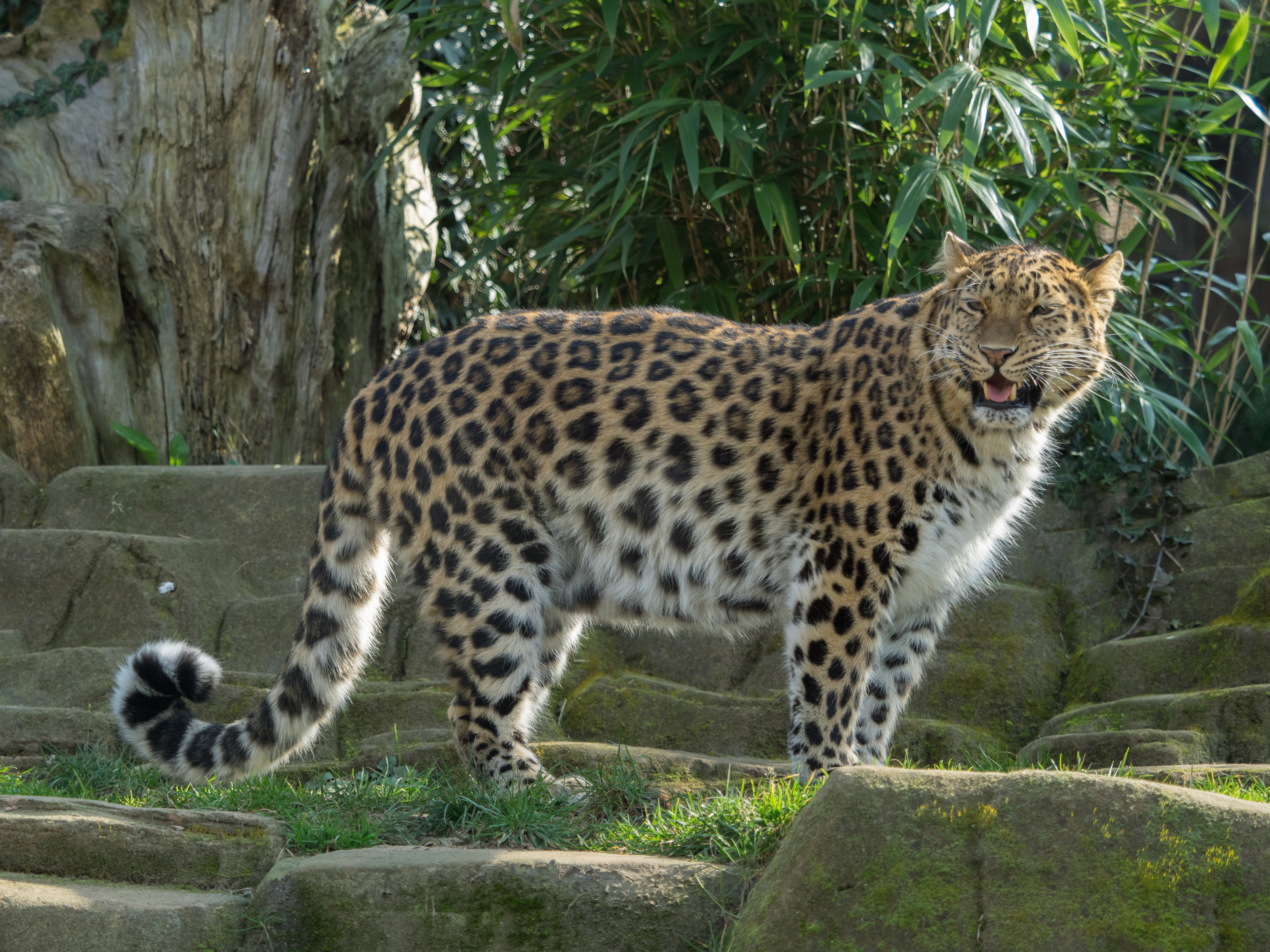
Leopardo del Amur
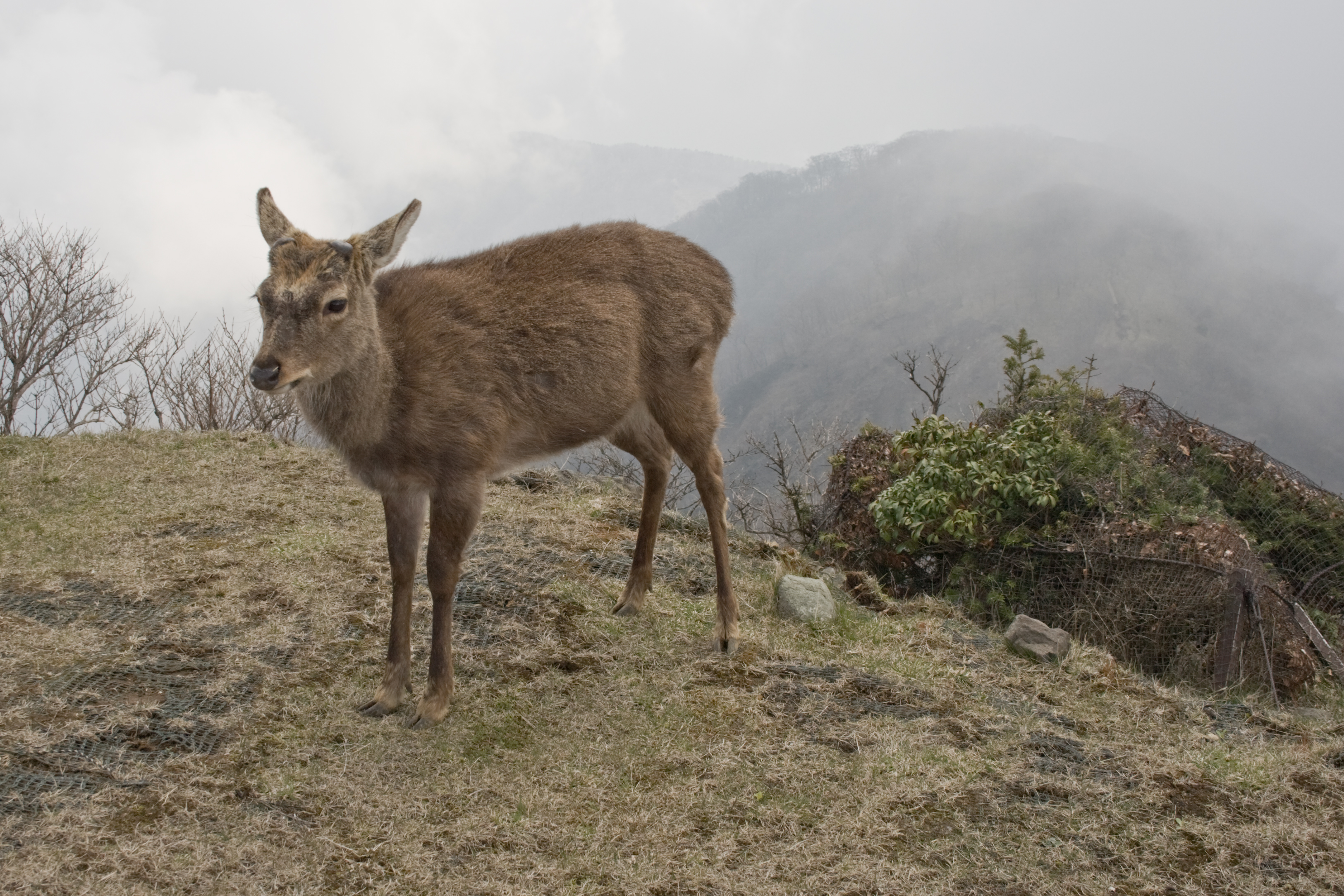
Ciervo sica
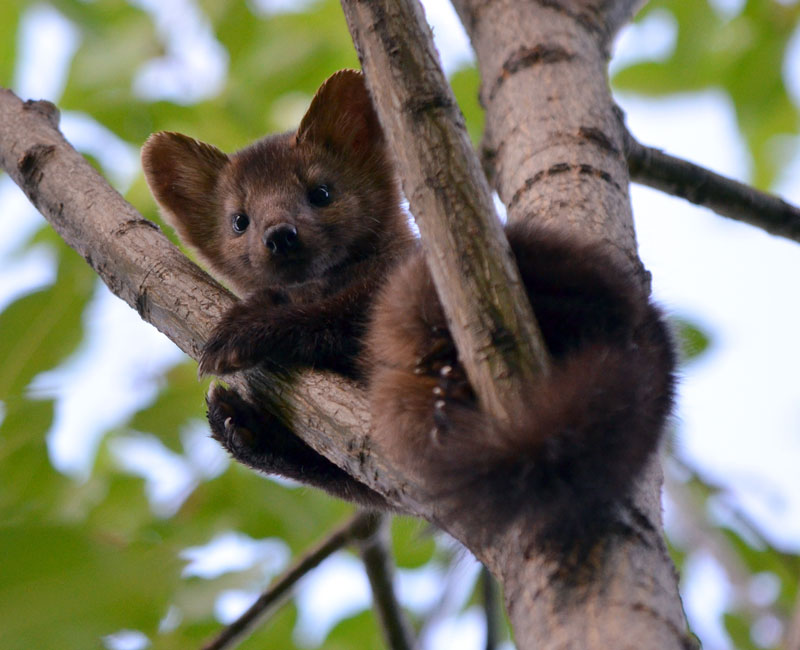
Marta cibelina
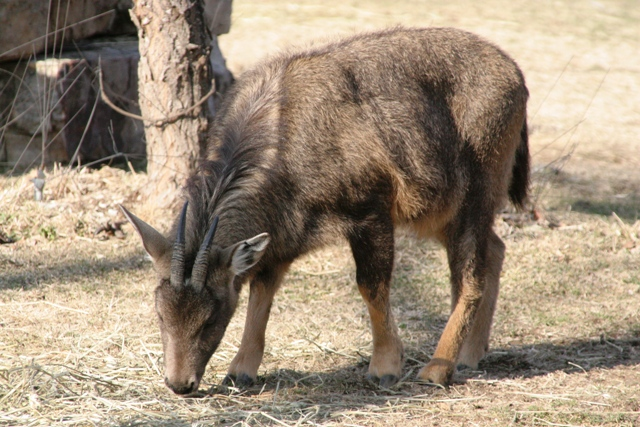
Goral de cola larga
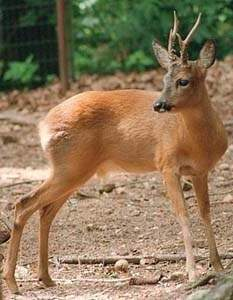
Corzo siberiano

### Clima
- Temperatura media anual: +1 °C aprox. al norte del krai, +5.5 °C en la costa sur.
- Precipitación media anual: 600-850  mm.

## Historia
De acuerdo con el archivo arqueológico, los primeros habitantes del krai de Primorie fueron los paleoasiáticos y los tunguses. Probablemente aparecieron en esta zona hace unos cincuenta o sesenta mil años en el Paleolítico. Los descendientes de los pueblos de lenguas tunguses todavía habitan Primorie y Priamurie. Son los nanái, los udegué, y los ewenki.
Del año 698 al 926, el reino de Balhae ocupó la zona norte de Corea y parte de Manchuria y el krai de Primorie, formando de él parte los pueblos arriba mencionados y la gente del recientemente destruido reino Goguryeo de Corea.
Balhae fue un estado feudal medieval de Asia del Este, que desarrolló su industria, agricultura, ganadería, y tuvo sus propias tradiciones culturales y artísticas. La gente de Balhae mantuvo contactos políticos, económicos y culturales con la dinastía Tang en China, así como con Corea y Japón.
Del 1115 al 1234, el área meridional del moderno Extremo Oriente ruso fue ocupada por un estado más poderoso: el Imperio Yurchén (Anchungurun), también llamado Imperio Dorado o la dinastía Jin, un nombre dado por sus vecinos. Los yurchenes eran tunguses cuya base económica era la ganadería nómada y la agricultura. También desarrollaron una industria metalúrgica, construcción naval, y la fabricación de artículos de lujo. El Imperio Dorado condujo las relaciones exteriores y la política doméstica. Como los balhae, los yurchenes establecieron estrechos contactos con la dinastía china Song, Corea y Japón. Habiendo conquistado la parte norte de China, los yurchenes dominaron el territorio durante mucho tiempo.
El Imperio Dorado cayó como resultado de la invasión por parte de Gengis Kan. Los mongoles destruyeron todas las ciudades, puertos, y las flotas de los yurchenes. Mataron o convirtieron en esclavos a una gran parte de la población del país. Los supervivientes se escondieron de los mongoles en los bosques, los valles o áreas remotas del Amur y Este del lago Baikal, la costa del Ojotsk y en partes de la isla de Sajalín. Al pasar el tiempo, esta gente olvidó de los sistemas de comercio desarrollados por los balhae y los yurchen. Se acostumbraron a los recursos de la taiga, la pesca y la caza de animales salvajes. Debe destacarse que los mongoles, los invasores del Imperio Dorado, no se establecieron en Primorie, sino que lo dejaron por China y la estepa centro-asiática.
Por muchos siglos estas tierras tan ricas, únicas en flora y fauna, no habían sido cultivadas. A principios del siglo XVII, cuando los rusos aparecieron por primera vez en estas tierras, los antepasados de los pequeños grupos étnicos de hoy en día eran una sociedad primitiva.

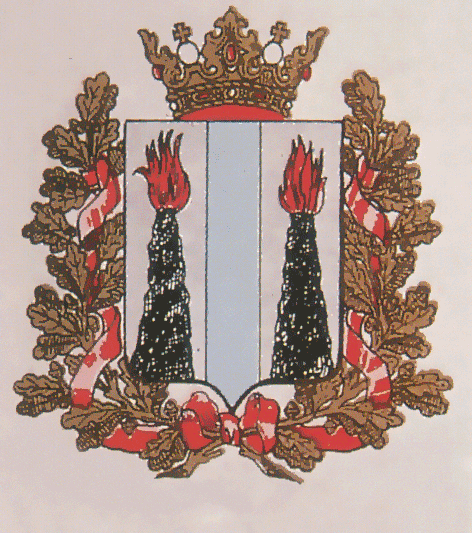
Escudo de armas del óblast Primórskaya a principios del.

De acuerdo con el Tratado de Nérchinsk en 1689 entre Rusia y China, las tierras al sur de los montes Stanovói, Primorie inclusive, eran territorio chino. Sin embargo, debido a la debilidad del Imperio Qing en la segunda mitad del siglo XIX, Rusia comenzó su expansión en esa área. En 1858 se fundaron los pueblos de Jabárovsk y Blagovéshchensk.
La incorporación de la Provincia Marítima dentro de Rusia fue trabajo de un solo hombre, el conde Nikolái Muraviov-Amurski. En 1858, firmó el Tratado de Aigún con China, al que siguió la Convención de Pekín dos años después. Gracias a estos tratados, la frontera chino-rusa fue desplazada al sur de los ríos Amur y Ussuri. Esto garantizó a Rusia la posesión de Primorie.
En el periodo desde 1859 hasta 1882 noventa y cinco nuevas ciudades se establecieron en Primorie, incluyendo Vladivostok, Ussuriysk, Razdólnoye, Vladímiro-Aleksándrovskoye, Shkótovo, Pokrovka, Tury Rog, y Kamen-Rybolov.
La mayoría de la población se dedicaba a la agricultura a la caza o a la pesca, abarcando más de dos tercios de los habitantes. A finales del siglo XIX la industria minera del carbón empezó a desarrollarse. El territorio también exportaba acelgas, cuernos de ciervos jóvenes siberianos, madera, cangrejos, pescado seco, y una especie de equinodermos, entre otras cosas. Debido a esto, a Primorie le llevó casi medio siglo entrar el proceso económico y cultural ruso, y a establecer contactos más cercanos con los países de la región Asiática del Pacífico. Esto fue logrado gracias a los esfuerzos de la población del territorio, y la aportación de capitales rusos y extranjeros al área.
Tras la revolución rusa de 1917 que motivó la intervención japonesa, desde 1922, el desarrollo económico, científico y cultural del territorio siguió los planes de los bolcheviques, quienes habían ganado en Rusia. Durante los diez primeros años del poder soviético, la esfera cultural se manifestó en contra de la ideología burguesa. Como resultado de esto, la música, el teatro, bellas artes, y la literatura en Primorie tuvieron que empezar casi desde el principio, desde las ruinas de la cultura prerrevolucionaria. La prioridad en la economía se centró en el sector primario —la minería y la pesca en particular—. Los ferrocarriles y el transporte marítimo estaba siendo desarrollado al mismo tiempo, acompañado por los trabajos intensivos de construcción de puertos. A comienzos de los años 90, las una vez pequeñas empresas se habían transformado hasta ser grandes compañías. Estas son Far Eastern Shipping Company (FESCO o DVMP), Dalmoreprodukt, Vladivostok base of Trawling and Refrigerating Fleet (VBTRF), Active Marine Fisheries Base de Najodka, Vostok Mining Company, Progress Arséniev Aircraft Works, etc. La Fishing and Marine Transport Fleet of Primorye (Flota de transporte marino y pesquero de Primorie) ha trabajado en todos los océanos del mundo. Varias empresas de la Industria Militar Compleja se establecieron en Primorie. En los años 70, Primorie atestiguó un intensivo desarrollo de la ciencia.
A día de hoy Vladivostok dispone de Institutos de Investigación Científica de fama mundialmente conocida como el instituto de Biología y Geología, el Instituto de Química Bio-orgánica del Pacífico, el Instituto de Biología Marina, el Instituto de Geografía del Pacífico, el Instituto Oceanológico del Pacífico, haciendo un total de más de 10 Institutos de la División del Lejano Este de la Academia de Ciencias de Rusia (DVO RAN). Vladivostok es también la sede del DVO RAN.

## Economía
La economía del krai de Primorie, la más equilibrada en el Extremo Oriente ruso, es también la más grande en términos absolutos. El sector alimenticio es el más importante, representado principalmente por las empresas pesqueras. Las capturas anuales exceden de dos millones de toneladas, la mitad de toda la zona este de Rusia. El segundo sector en importancia es el de construcción de máquinas, donde la mitad de la producción está orientada hacia la industria pesquera y los astilleros.
Armamento es otro sector importante, produciendo los portaaviones y aeronaves militares. Los industria de fabricación de materiales local provee de éstos a toda la Rusia del este. La fundición del plomo se produce en la ciudad costera de Rúdnaya Pristan.
La industria maderera, que se creía en recesión, está todavía en segundo lugar, sólo superado por el krai de Jabárovsk con una producción anual de unos 3 millones de metros cúbicos de madera. El krai de Primorie es el productor más grande de carbón del Extremo Oriente ruso y genera más electricidad que cualquier otra división administrativa, pero la escasez de energía es común. La agricultura es también importante; el krai produce arroz, leche, huevos, y verduras.
El krai de Primorie es el centro banquero y financiero del extremo más oriental de Rusia. Tiene más de 100 bancos afiliados y un amplio mercado bursátil.
La proximidad del krai a los mercados del océano Pacífico le da una ventaja sobre la mayoría de las otras divisiones administrativas del Extremo Oriente ruso en el desarrollo del comercio exterior. Los artículos comerciales son el marisco, los productos de los madereros, y los metales ferrosos. Los socios más importantes son Japón, China y Corea.
El territorio del krai está dotado de una buena infraestructura. Su densidad ferroviaria es dos veces el promedio ruso. Los ferrocarriles la conectan con China y Corea del Norte. Las compañías de envío proporcionan el 80 % de servicios marinos del envío en el Extremo Oriente ruso. Los puertos significativos de todo el krai están abiertos ahora al comercio internacional.

## Demografía

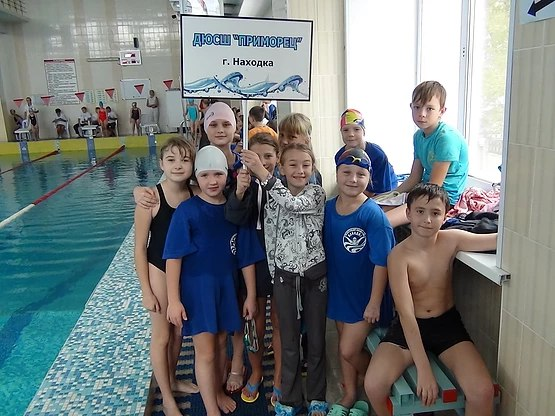
Команда ДЮСШ "Приморец"

Población. De acuerdo con el censo ruso del 2002, la población del krai era de 2.071.210 personas, lo que está por debajo de las 2.258.391 registradas en el último censo soviético de 1989. Debido a su localización geográfica, el krai de Primorie presume de una mezcla de no solo rusos, sino también coreanos, alemanes del Volga, udegués, buriatos, hezhen, óroch, y taz. Hay tensiones interétnicas emergentes en el área como resultado de la migración china. De acuerdo al censo de 2010 la población era de 1 956 497. Esto tiene implicaciones importantes para la seguridad del Extremo Oriente ruso, pues el krai de Primorie es el lugar de residencia de más del 50 % de la población de la región.
Grupos étnicos. Hay trece grupos étnicos reconocidos, de más de 2000 personas cada uno, y la distribución es como sigue:
- Rusos 89.89 %
- Ucranianos 4.54 %
- Coreanos 0.86 %
- Tártaros 0.70 %
- Bielorrusos 0.56 %
- Armenios 0.27 %
- Azeríes 0.21 %
- Mordvinos 0.20 %
- Chinos 0.19 %
- Alemanes 0.17 %
- Chuvashes 0.16 %
- Moldavos 0.11 %
- Baskires 0.10 %
- Uzbekos 0.08 %
- Kazajos 0.06 %
- Udmurtos 0.06 %
- Polacos 0.05 %
- Judíos 0.05 %
- Mari 0.05 %
- Udegués 0.04 %
- Buriatos 0.04
- Georgianos 0.04 %
- Lezguinos 0.04 %

También hay muchos otros grupos de menos de 800 personas cada uno. Otro 0.92 % de los habitantes se negó a declarar su nacionalidad en el censo.

## Miscelánea
En este krai, en las montañas Sijoté-Alín, cerca de la ciudad de Paseka (aproximadamente 440 km al noreste de Vladivostok), el 12 de febrero de 1947 cayó el meteorito masivo Sijoté-Alín.